# 楊潯
新安公楊潯（？—919年），五代時期南吳君主楊行密第五子。
楊隆演即吳國國王位後，於天祐十六年（919年）封楊潯為新安郡公，但不久就去世了。